# The Only Girl
Pour plus de détails, voir Fiche technique et Distribution.
The Only Girl est un film germano-britannique réalisé par Friedrich Hollaender, sorti en 1933. Il s'agit de la version britannique du film Moi et l'Impératrice.

## Fiche technique
- Titre : The Only Girl
- Réalisation : Friedrich Hollaender
- Scénario : John Heygate, Robert Liebmann (en), Walter Reisch, Felix Salten et Robert Stevenson
- Photographie : Friedl Behn-Grund
- Musique : Franz Waxman et Friedrich Hollaender
- Pays de production : Royaume-Uni-République de Weimar
- Format : Noir et blanc - 1,37:1 - Mono
- Genre : comédie musicale
- Date de sortie : 1933

## Distribution
- Lilian Harvey : Juliette
- Charles Boyer : le Duc de Pontignac
- Mady Christians : Eugénie de Montijo
- Maurice Evans : Didier
- Friedel Schuster (de) : Arabella
- Ernest Thesiger : le Chamberlain
- Julius Falkenstein : Jacques Offenbach
- Huntley Wright (en) : le Docteur
- Reginald Smith : l'aide-soignant
- Ruth Maitland (en) : Marianne
- O. B. Clarence : Etienne
- Hubert von Meyerinck